# Ruota dell'abbondanza e della solidarietà
La ruota dell'abbondanza e della solidarietà conosciuta anche come telaio dei sogni, telàr, ruota dell'abbondanza o solamente ruota è una truffa piramidale associabile allo schema di Ponzi caratterizzata da un'impronta di solidarietà e mutuo soccorso.

## Caratteristiche
La ruota permette a chi comincia la catena e ai primi coinvolti di ottenere alti ritorni economici a breve termine, ma richiede continuamente nuove adesioni in modo da far girare la ruota, ovvero ottenere nuove contribuzioni in denaro.
Il funzionamento è schematizzato attraverso otto caselle disposte sulla più esterna di tre ruote concentriche caratterizzate da diversi colori. Arrivando al centro girando la ruota (ovvero portando due nuovi adepti) si ottiene "il dono" ovvero otto volte la somma impegnata (generalmente 50 € o 500 € o 5000 €). A questa fase la ruota si divide e i proprietari delle due caselle al livello immediatamente superiore al centro iniziano ciascuna la propria ruota, a condizione di trovare nuove adesioni, con il diritto di arrivare al centro ovvero di spaccare la ruota.
Il carattere di segretezza e l'aura solidaristica, oltre ai ritorni positivi presso amici e parenti dei primi ad entrare nella ruota, caratteristica comune ad ogni schema di Ponzi, hanno permesso lo sviluppo di questa truffa in Italia, Spagna e in America Latina.
Tutto questo nonostante sia evidente che, essendo le persone necessarie per alimentare la ruota una progressione geometrica in base 8, dopo 11 fasi non sarebbe sufficiente la popolazione mondiale per evitare il collasso.

## Il Mandala (o Munay)
La ruota prende il nome di mandàla, come il mandala della tradizione indiana, è appannaggio delle donne e si fonda sul concetto di sorellanza e su riferimenti mistici, da cui trae ispirazione per i nomi delle varie ruote (o petali del mandàla): al centro, la persona a cui arriva il denaro delle adesioni è chiamata "acqua"; ai suoi lati, due "terre"; più esterni, quattro "venti"; e infine, otto "fuochi".
Per aderire al gruppo bisogna partecipare ad una riunione, solitamente in videochiamata, di conoscenza e di condivisione dei propri sogni nel cassetto insieme agli altri membri del gruppo, al termine della quale dovrà dare il proprio consenso per largire un dono che permetterà la realizzazione dei sogni dell'acqua. La quota di partecipazione si aggira solitamente tra i 1000€ e i 1500€. Dopodiché si verrà inseriti in un gruppo WhatsApp di preghiera condivisa con tutti gli attuali partecipanti al mandala (acqua, terre, venti e gli eventuali fuochi) allo scopo di esortare i "venti" a trovare nuove adepte e di sedare le resistenze economiche dei nuovi "fuochi".
Questo schema può estendere il suo operato anche sugli uomini spesso sotto il nome di munay, mantenendo le pretese mistiche e i titoli dei quattro elementi.